# 히어로2
히어로2(HERO)는 일본에서 제작된 스즈키 마사유키 감독의 2015년 드라마 영화이다. 기무라 타쿠야 등이 주연으로 출연하였다.

## 출연

### 주연
- 기무라 타쿠야

### 조연
- 키타가와 케이코
- 마츠 다카코
- 사토 코이치
- 하마다 가쿠
- 스기모토 텟타
- 마사나 보쿠조
- 요시다 요
- 마츠시게 유타카